# Perdita bequaerti
Espèce
Perdita bequaerti est une espèce d'insectes de l'ordre des hyménoptères et de la famille des Andrenidae.